# Илия Кърчовалията
 Тази статия е за революционера.  За певеца със същото име вижте Илия Аргиров.  
Илия Аргиров, известен като Кърчовалията, Джутю или Дедо Илия, е български хайдутин и революционер, войвода на Македонския комитет и Вътрешната македоно-одринска революционна организация.

## Биография
Роден е в 1856 година във валовищкото село Кърчово, тогава в Османската империя. Произхожда от бедно семейство и от малък работи като овчар и слуга, тъй като баща му и двамата му брата са убити от турци, а майка му умира от скръб. Започва да произвежда дървени въглища, но след като е измамен от гръцки търговец става хайдутин. Четник е при Георги Зимбилев. Участва в Кресненско-Разложкото въстание в четата на Стоян Карастоилов. След поражението му продължава да се занимава с хайдутство. В 1895 година е привлечен от Македонския комитет и се включва в Четническата акция.
В 1897 година се присъединява към ВМОРО под въздействието на Гоце Делчев, загърбва харамийството и води чета от 6 души в Сярско и Демирхисарско. От 1899 година е войвода в Неврокопско. От 1902 година е демирхисарски (валовищки) околийски войвода. През лятото на 1903 година е делегат на конгреса на Серския революционен окръг от Демирхисарско. По време на Илинденско-Преображенското въстание действа в родния си край, начело на сборна чета с Яне Сандански. След поражението на въстанието се обявява против Сандански и е отстранен от окръга, макар да му е отказано да бъде въоръжен и да действа в Сярско против Санданистите. От 1906 до 1908 година е пунктов началник на ВМОРО в Рила, България.
След Хуриета се връща легален в Кърчово, но в 1909 година е арестуван заедно с Георги Башлията и още трима четници и осъден на доживотен затвор за подготвяне на атентат срещу Яне Сандански. В 1911 година е амнистиран. При избухването на Балканската война в 1912 година застава начело на Дванадесета партизанска чета на Македоно-одринското опълчение, а по-късно служи в щаба на Четвърта битолска дружина. Награден е с орден „За храброст“ IV степен.
От 1913 година е пунктов началник в село Петрово, Демирхисарско.
През септември 1915 година старши подофицер Аргиров завежда разузнавателен пункт № 6 в Петрово на Партизанския отряд на Единадесета пехотна македонска дивизия. Илия Кърчовалията  е сред наградените от германския кайзер Вилхелм II с орден „За военни заслуги“ на военна лента по време на посещението му в Ниш на 5 януари 1916 г.
Умира в Кърчово в 1918 година.
Илия Кърчовалията е баща на войводата на ВМРО Митьо Илиев.